# Сувар (ансамбль)
Ансамбль «Сувар» — чувашский ансамбль народного танца «Сувар», Заслуженный коллектив народного творчества России (2010), лауреат Премии Комсомола Чувашии имени М. Сеспеля (1987).

## История
Ансамбль был создан в 1980 году на базе клуба Чебоксарского завода промышленных тракторов (ныне «Республиканский центр народного творчества „Дворец культуры тракторостроителей“ Министерства культуры Чувашии») заслуженным работником культуры Российской Федерации и Чувашской Республики Анатолием Николаевичем Музыкантовым, который стал также его руководителем. Ведущей концертных программ ансамбля является Валентина Музыкантова — жена Анатолия Музыкантова, актриса театра и кино. В 1983 году коллективу за достижения в народном художественном творчестве присвоено звание «народный». Дочерним коллективом ансамбля «Сувар» является детский ансамбль танца (коллектив-спутник) «Суварята».
Ансамбль «Сувар» гастролирует по чувашским селениям республик Поволжья и Урала, странам ближнего и дальнего зарубежья. Главная цель ансамбля — продвижение лучших образцов чувашского народного танцевального искусства; в его репертуаре преимущественно чувашские народные танцы, а также танцы народов Поволжья и Урала. В активе ансамбля более ста хореографических постановок. Концертные программы ансамбля «Сувар» отличаются высоким уровнем исполнительского мастерства, художественного вкуса и удачно сохраненными традициями народной хореографии.
В основном составе ансамбля — 23 участника в возрасте от 16 до 40 лет. На базе ансамбля «Сувар» проводятся мастер-классы, творческие лаборатории для руководителей хореографических коллективов республики. Ежегодно ансамблем проводятся отчетные концерты. Участник всероссийских и международных конкурсов и фестивалей.
В 2016 году коллектив ансамбля был награждён Почетной грамотой Госсовета Чувашской Республики (за большой вклад в сохранение и развитие народного танцевального искусства).